# Achard z Clairvaux
Achard z Clairvaux SOCist (zm. 15 września ok. 1170) – błogosławiony, uczeń i współpracownik świętego Bernarda z Clairvaux.
Do zakonu wstąpił w 1124; później pełnił obowiązki mistrza nowicjuszy. Był architektem i budowniczym kilku opactw cysterskich, m.in. w Himmerod nieopodal Trewiru. Prawdopodobnie odwiedził Polskę w związku z fundacją cystersów w Jędrzejowie.